# TUIフライ・ドイッチュラント
TUIフライ・ドイッチュラント（TUI fly Deutschland）はドイツの格安航空会社。ハノーファーのハノーファー空港を拠点にTUI航空の一翼として定期便とチャーター便の運航をしている。

## 歴史
1972年に海運企業ハパックロイドが、クルーズ船の船客を西ドイツから地中海や大西洋などの出航地へ送るために設立したチャーター便航空会社であるハパックロイド・フルーク（後のハパックフライ）と、2002年にTUI AGが設立した格安航空会社であるハパックロイド・エクスプレスが2007年に合併して誕生したのがTUIフライである。

## 主要就航地
2015年7月現在

### アフリカ
カーボベルデ
- ボア・ヴィスタ島 - アリスティデス・ペレイラ国際空港
- サル島 - アミルカル・カブラル国際空港

 エジプト
- フルガダ - フルガダ国際空港
- マルサ・アラム - マルサ・アラム国際空港

 モロッコ
- アガディール - アガディール・アル・マシーラ空港
- ナドール - ナドール空港季節運航

### アジア
イスラエル
- テルアビブ – ベン・グリオン国際空港 季節運航

 アラブ首長国連邦
- ドバイ - アール・マクトゥーム国際空港 季節チャーター

### ヨーロッパ
オーストリア
- グラーツ – グラーツ空港 季節運航
- ザルツブルク – ザルツブルク空港 季節運航
- ウィーン – ウィーン国際空港 焦点都市 季節運航

 クロアチア
- ザダル - ザダル空港

 ドイツ
- ケルン/ボン – ケルン・ボン空港 焦点都市
- デュッセルドルフ – デュッセルドルフ空港 焦点都市
- フランクフルト – フランクフルト空港 焦点都市
- ハンブルク – ハンブルク空港 焦点都市
- ハノーファー – ハノーファー空港 焦点都市
- カールスルーエ – カールスルーエ・バーデン＝バーデン空港 焦点都市
- ライプツィヒ – ライプツィヒ・ハレ空港 焦点都市
- ミュンヘン – ミュンヘン空港 焦点都市
- ニュルンベルク – ニュルンベルク空港
- ザールブリュッケン – ザールブリュッケン空港 焦点都市 季節運航
- シュトゥットガルト – シュトゥットガルト空港 焦点都市

 ギリシャ
- ハニア - ハニア国際空港 季節運航
- コルフ - コルフ国際空港 季節運航
- イラクリオン – イラクリオン国際空港 季節運航
- パトラ – アラクソス空港 季節運航
- ロドス島 - ロドス国際空港 季節運航
- コス島 - コス島国際空港 季節運航

 フィンランド
- ヘルシンキ - ヘルシンキ国際空港 季節運航

 イタリア
- ブリンディジ - ブリンディジ空港 季節運航

 コソボ
- プリシュティナ - プリシュティナ国際空港

 マルタ
- マルタ - マルタ国際空港 季節運航

 ポルトガル
- ファロ - ファロ空港 季節運航
- マデイラ諸島 - マデイラ空港 季節運航

 スペイン
- フエルテベントゥラ島 - フエルテベントゥラ空港
- グラン・カナリア島 - グラン・カナリア空港
- イビサ島 - イビサ空港 季節運航
- ヘレス・デ・ラ・フロンテーラ - ヘレス空港 季節運航
- ラ・パルマ島 - ラ・パルマ空港 季節運航
- ランサローテ島 - ランサローテ空港
- メノルカ島 - メノルカ空港 季節運航
- テネリフェ島 - テネリフェ・スール空港
- パルマ・デ・マヨルカ - パルマ・デ・マヨルカ空港 季節運航

 スウェーデン
- エステルスンド - オーレ・エステルスンド空港 季節運航
- スンツヴァル - スンツヴァル空港 季節運航

 スイス
- バーゼル - ユーロエアポート・バーゼル＝ミュールーズ空港 焦点都市

 チュニジア
- エンフィダ - エンフィダ＝ハンマメット国際空港 季節運航

 トルコ
- アダナ - アダナ空港 季節運航
- アンカラ - エセンボーア国際空港 季節運航
- アンタルヤ - アンタルヤ空港
- ダラマン - ダラマン空港 季節運航
- イズミル - アドナン・メンデレス空港 季節運航
- カイセリ - エルキレト国際空港 季節運航
- サムスン - サムスン・チャルシャンバ空港 季節運航